# Willa Vladimira Hertzy

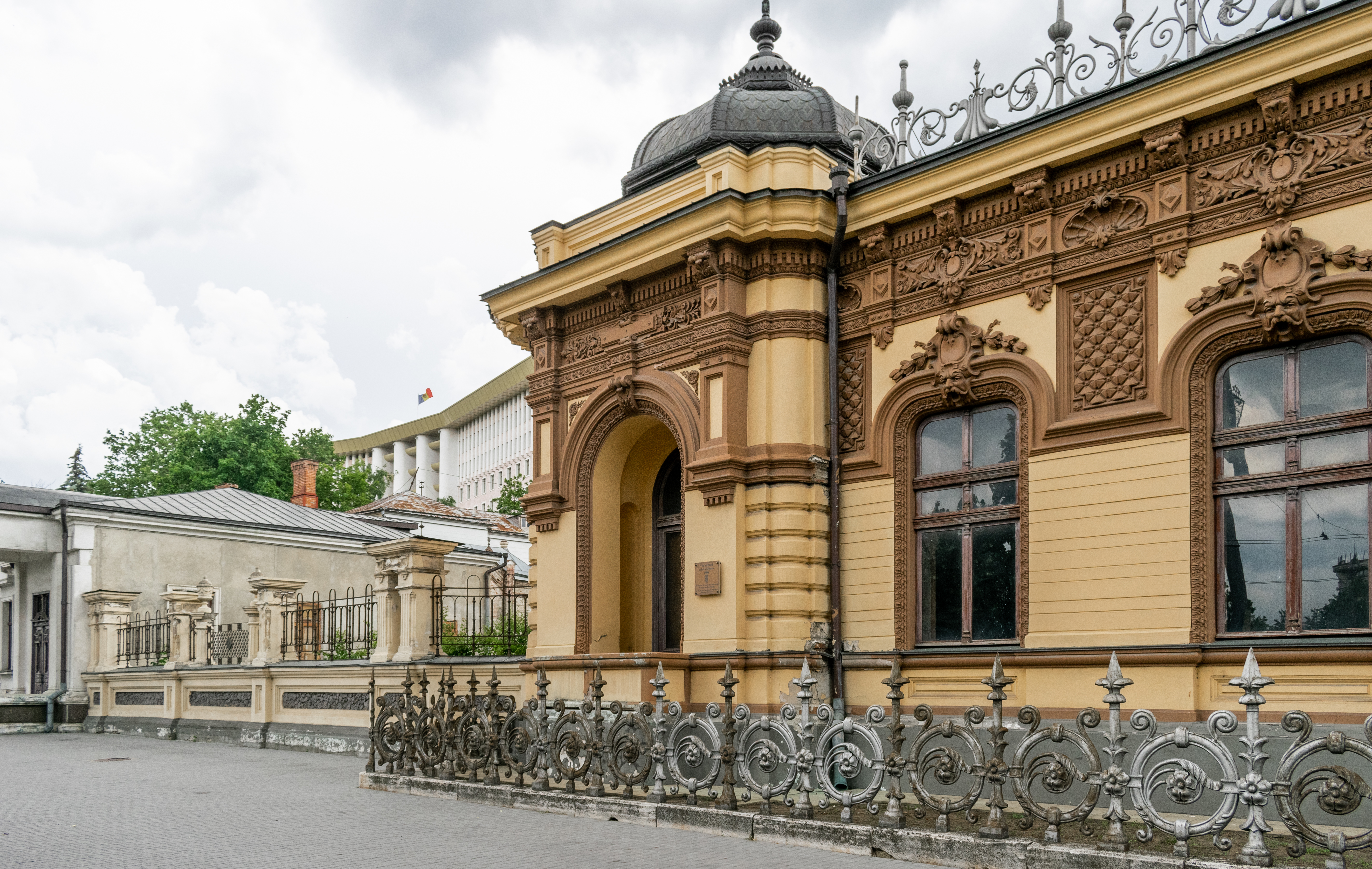
Willa Vladimira Hertzy

Willa Vladimira Hertzy – budynek mieszkalny w Kiszyniowie, pod numerem 115 przy bulwarze Stefana Wielkiego, wpisany do rejestru zabytków historii i kultury.

## Historia i opis
Willa została wzniesiona w 1905 r. na zamówienie Vladimira Hertzy (Władimira Konstantinowicza Hercy), szlachcica, radcy tytularnego, następnie mołdawskiego działacza narodowego i mera Kiszyniowa. Została zbudowana na miejscu starszego budynku pochodzącego z lat 30. XIX w., mieszczącego od 1845 r. przytułek dla sierot. Hertza nabył budynek w 1903 r., a autorem projektu jego nowej, jednokondygnacyjnej miejskiej rezydencji był najprawdopodobniej Heinrich von Lonsky.
Budynek reprezentuje styl eklektyczny, inspirowany przede wszystkim barokiem wiedeńskim. Elewacja willi jest bogato zdobiona płaskorzeźbami i ornamentami roślinnymi, zorganizowana wzdłuż osi symetrii i trzech ryzalitów, podczas gdy układ wnętrz cechuje asymetria. Wejście do obiektu, podobnie jak wejście na wewnętrzny dziedziniec, znajduje się w zachodniej części budynku, w ryzalicie od wschodu znajdował się gabinet (a być może kaplica) zwieńczony kopułą. Kopuła wieńczy również centralny ryzalit. W podziemiu obiektu zlokalizowano system ogrzewania. Wnętrze było zdobione złoconą dekoracją stiukową oraz freskami i plafonami o tematyce mitologicznej.
Vladimir Hertza już w 1907 r. zrezygnował z zamieszkiwania w willi, przekazując ją Wołyńskiemu Pułkowi Piechoty na kancelarię i pomieszczenie dla oficerów. Następnie w budynku działał teatr Modern, a w dwudziestoleciu międzywojennym, gdy Kiszyniów razem z całą Besarabią znajdował się w granicach Rumunii, obiekt mieścił rumuńskie Ministerstwo Besarabii. W Mołdawskiej SRR, w 1952 r., willa została zaadaptowana na cele muzealne. Była jednym z trzech budynków mieszczących Muzeum Sztuk Plastycznych, obok sąsiadującej willi Moisieja Kligmana (z którą została połączona) i budynku dawnego gimnazjum żeńskiego Natalii Dadiani. W will Hertzy eksponowane były dzieła sztuki zachodnioeuropejskiej. W 1977 r. została częściowo uszkodzona wskutek trzęsienia ziemi i odnowiona. Następnie całość ekspozycji muzeum przeniesiono do budynku dawnego gimnazjum żeńskiego, natomiast willa Hertzy pozostaje nieużytkowana. W 2006 r. mołdawskie Ministerstwo Kultury wydzieliło na remont budowli ponad 11 mln lejów mołdawskich, jednak renowacja została wykonana niewłaściwie, przy użyciu materiałów niskiej jakości. W 2015 r. przeprowadzono kolejną renowację budynku.